# Kongres Narodowy (Dominikana)

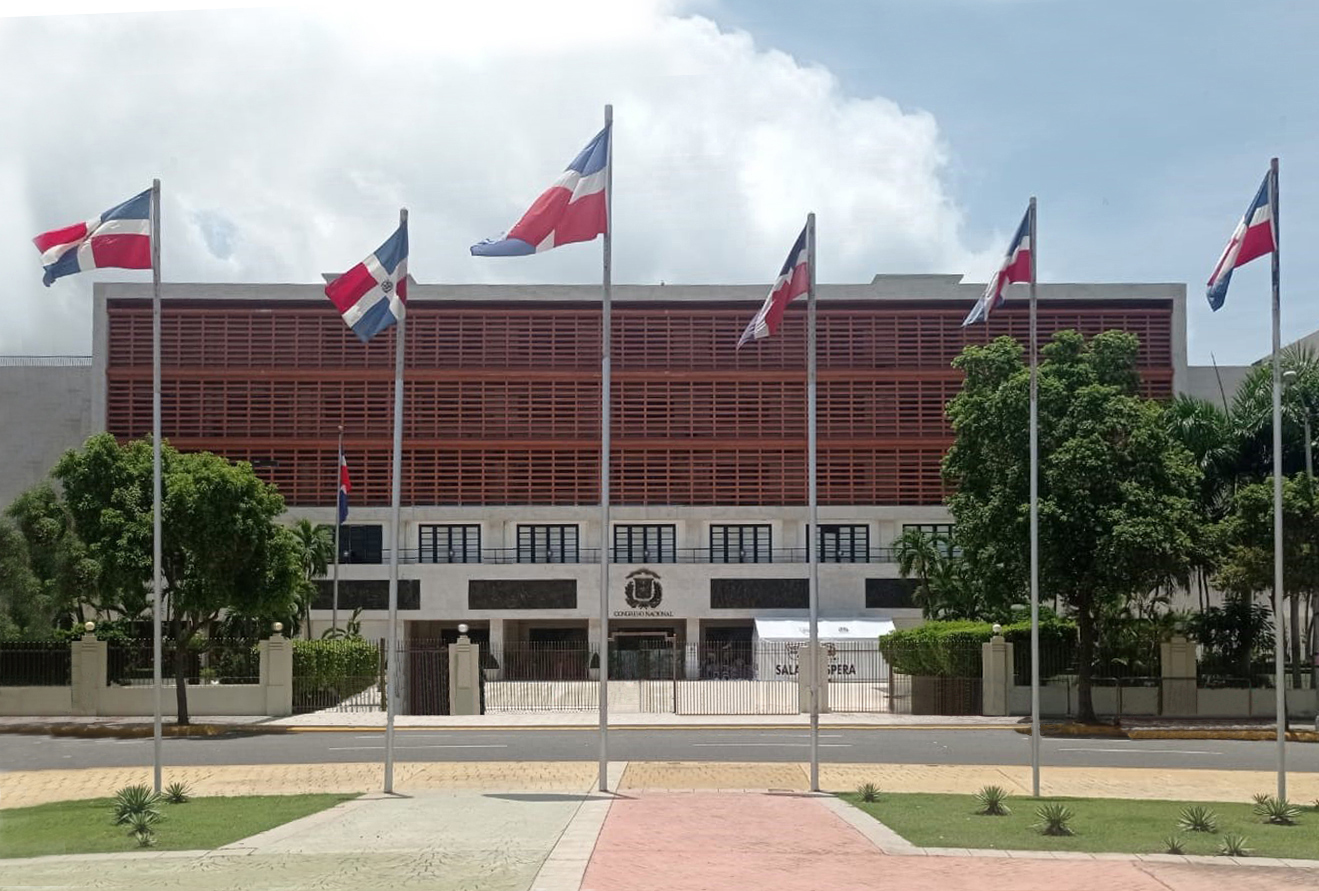
Palacio del Congreso Nacional – siedziba Kongresu Narodowego Dominikany w Santo Domingo.

Kongres Narodowy Republiki Dominikany (hiszp. Congreso Nacional de la República Dominicana) – dwuizbowy parlament Dominikany, główny organ władzy ustawodawczej w tym kraju. Składa się ze 178-osobowej Izby Deputowanych oraz liczącego 32 członków Senatu. Obie izby wybierane są na czteroletnią kadencję, w okręgach wyborczych odpowiadających 31 dominikańskim prowincjom oraz Dystryktowi Narodowemu (stołecznemu). W przypadku Senatu w każdym okręgu wybiera się jednego parlamentarzystę. W wyborach do Izby liczba mandatów przypadających danemu regionowi jest proporcjonalna do jego ludności.